# Radijsko novinarstvo
Radijsko novinarstvo je oblik novinarstva čija je informativna funkcija najzastupljenija jer je on najbrži i najjeftiniji. Radio program je dio sustava javnog informiranja, tj. javnog komuniciranja, a u tom kontekstu, i važan činitelj funkcioniranja i razvoja demokratskog sustava. Riječ radio potječe od latinske riječi ( radius = zraka ; radiare = zračiti, isijavati ), a u tehničkom smislu znači prijenos signala radio – valova. U novinarstvu pojam radio podrazumijeva radio – postaje koje emitiraju govorni i glazbeni program namijenjen javnosti. 

## Načela radijskoga novinarstva
Iz zadataka radijskoga novinarstva proizlaze i glavna načela kao opće upute radijskim novinarima što i kako raditi. Ta se načela povijesno proširuju i produbljuju s obzirom na svjetonazorske zahtjeve kao i inovacijske mogućnosti radijske tehnologije.
Na sadašnjem stupnju svoga razvitka radijsko novinarstvo ističe sljedeća načela: 
- istinitost ili objektivnost
- brzina ili ažurnost
- atraktivnost ili zanimljivost
- angažiranost
- odgovornost

### Načelo istinitosti
Najvažnije je načelo istinitosti, jer ako radijski novinar djeluje protiv toga načela, on kompromitira radio i samoga sebe. U krajnjem slučaju, kada svjesno lansira neistine, radijski novinar čini i kazneno djelo jer se opće dobro na svim područjima može afirmirati samo širenjem istine među slušateljstvom. I Biblija je prije 2000. godina to uvidjela kada u njoj stoji zapisano da je istina spas i jednini izlaz za ispravan život. 
Ovo načelo obvezuje radijskog novinara da stalno istražuje uzorke i činjenice kako bi u svojim prilozima mogao slijediti asimptotički put prema istini. Budući da cijela istina nije uvijek dostižna, novinar ne smije objaviti ništa što nije barem objektivno, što znači donju granicu istinitosti. U zaštiti ovoga načela urednici i redaktori ne bi smjeli propustiti ni jedna prilog koji u sebi nema barem minimum argumentiranosti. 
Ovo temeljno načelo, da kako obvezuje i one koji kreiraju cijeli radijski program. Znanstvenim istraživanjem za to treba neprestano evaluirati postojeće programe i stavljati ih što više u funkciju javnog istinitog diskursa. 

### Načelo brzine ili ažurnosti
Načelo ažurnosti najviše obvezuje radijskoga novinara, zato sto je radio najbrži medij. Radijski novinar ne smije kasniti ( za njega nema jučer se dogodilo ). U uvjetima razvijene radijske tehnologije radio mora hitro reagirati i po mogućnosti s mjesta događaja takvim ažurnim izvješćivanjem radijski novinar stječe naklonost publike i priznanje glavnoga urednika pa ga se primjereno tome bolje i nagrađuje od onoga koji kasni u svom izvješćivanju. 

### Načelo atraktivnosti ili zanimljivosti
Radijski novinar mora u svom izlaganju biti zanimljiv i atraktivan jer on mora pitoresknošći, krepkom metaforikom i sugestibilnošću buditi i hraniti interes slušatelja. U protivnom, kada je radijski novinar nezanimljiv i neuvjerljiv, slušatelji ga „likvidiraju“ i premještaju se na druge valne dužine i radijske postaje. Zanimljivost ne smije nikada biti ostvarivana protiv načela istinitosti. U želji da se po svaku cijenu bude zanimljiv i atraktivan, a bez ozbiljnosti i argumentacije, novinar postaje frazer, pompozan i homo-fraus ( obmanjivač ). Zanimljivost za to uvijek – da, ali ne nasuprot istinitosti.

### Načelo angažiranosti
Ovo načelo upućuje radijskoga novinara da uvijek nastupa s pozitivnom energijom, usmjerenjem prema općem dobru, a ne da bude samo novinarski kiborg koji neutralno priopćuje informacije. Liberalistički teoretičari zalažu se za tzv. objektivno i neutralno informiranje, dok stavi procjenu o događajima prepuštaju slušateljima. Ta je pozicija suprotna komunističkom novinarstvu koja je precjenjivala tzv. formativnu moć novinarske riječi.

### Načelo odgovornosti
Ono regulira moralno – pravni habitus radijskoga novinarstva. Odgovornost se ocjenjuje po uspješnom ostvarivanju svih navedenih načela. Na kraju ona dodiruje i čovjeka: slušatelja. 
Kako bi se sačuvalo od ovih opravdanih sankcija, novinar mora dobro promisliti imali u njegovu prilogu elemenata inkriminacije, pa ih na vrijeme ukloniti ili pisati dopustivim riječima.
Kada se u cjelini promotre, novinarska načela su sažete upute što i kako raditi za optimalizaciju novinarstva i njegova sastavljanja u funkciju općega dobra i podizanja kvalitete osobnoga i zajedničkog življenja ljudi.